# Frans Bohl
Frans Bohl (Boll, Boohl), född 1620-talet i Södertälje, död 1677, var en svensk orgelbyggare i Stockholm. Efter en gesällvandring inom orgel- och klaverbyggeri i Tyskland och Baltikum 1647–1651 blev han kunglig hovorgelbyggare med fast lön från hovstaten och medlem av hovkapellet. 1660 upphörde dock hans förbindelser med hovet. Han var troligen elev till Georg Hermann (orgelbyggare).
Trots sin ställning som kunglig hovorgelbyggare var hans produktion bristfällig. Hans orgel i Jakobs kyrka i Stockholm med 43 stämmor på 3 manualer och pedal från 1660 behövde ständig tillsyn och ett flertal reparationer. Han påbörjade tillverkningen av en 40-stämmig orgel på västläktaren i Uppsala domkyrka 1664, men den var bara halvfärdig när han avled 1677. Han byggde även orglar till Stora Kopparbergs kyrka 1665 och Mariestad 1672. Av Bohls arbeten har bevarats fasaden till orgeln i Veckholms kyrka från 1655.
Han antogs 1651 som instrumentvårdare och klavermakare vid hovet.

## Biografi
Frans Bohl föddes i slutet av 1620-talet i Södertälje. Han var son till krukmakaren Påvel Bulle och Beata Frantzdotter. Bohl var elev till orgelbyggaren Georg Hermann i Södertälje och arbetade tillsammans med honom på orgelverket i Storkyrkan. Därefter studerade Bohl utomlands från sommaren 1647 hos bland annat Joachim Richborn och Friedrich Stellwagen i Lübeck. Han återvände sommaren 1651 till Sverige och blev anställ vid hovet.
Han var en svensk orgelbyggare. Han avled 1677 under arbetet med orgeln i Uppsala domkyrka.

### Familj
Bohl gifte sig 27 maj 1652 i Stockholm Regina Waldou (död 1711), dotter till hovtrumpetaren Vilhelm Waldau och Elisabet Dramberg i Stockholm. De fick tillsammans barnen orgelbyggaren Wilhelm Bohl (född 1653), Beata Bohl (1654–1662), barberaren och regementsfältskären Paul Bohl (1656–1700), guldarbetaren Frantz Bohl (död 1701), snickarmästaren och schatullmakaren Johan Bohl (död före 1730), Christina Elisabet Bohl som var gift med skräddarmästaren Petter Berg, Regina Bohl som var gift med skräddarmästaren Gabriel West, guldarbetaren Jacob Bohl (död 1715) och Maria Bohl (död 1742) som var gift med guldarbetaren Hindrich Richter.

## Orglar
| År         | Ursprunglig kyrka                             | Stift    | Manualer | Pedal        | Stämmor | Bevarad orgel/fasad | Övrigt |
| ---------- | --------------------------------------------- | -------- | -------- | ------------ | ------- | ------------------- | --- |
| 1653-1655  | Riddarholmskyrkan                             | Uppsala  |          |              | 38      |                     | Orgeln flyttades 1696 till Ulrika Eleonora kyrka. Orgeln såldes 1753 till okänd ort. |
| 1654–1655  | Veckholms kyrka                               | Uppsala  |          |              |         | Ja                  | |
| 1650-talet | Ekholmens gårdskapell (Slottskapell, Uppland) |          |          |              | 6       | Nej/Nej             | Flyttades 1665 till Ödeby kyrka. En ny orgel byggdes i kyrkan 1856 av E A Setterquist, Hallsberg. |
| 1656       | Munktorps kyrka                               | Västerås | 1        |              | 9       | Nej/Nej             | 1642 byggdes ett nytt orgelverk av Jöran orgelbyggare från Stockholm (förmodligen (Göran Spett) för 900 daler. Han dog 1655 och orgeln fullbordas av Frans Bohl. Orgeln har blivit reparerad av Daniel Stråhle. En ny orgel byggdes på 1850-talet av Anders Petter Halld'n, Munktorp. |
| 1656       | Drottningholms slottskapell                   | Uppsala  | 2        | Självständig | 20      | Nej/Nej             | Kontrakt skrevs 27 februari 1654.[källa behövs] En ny orgel byggdes 1730 av Johan Niclas Cahman, Stockholm. |
| 1657       | Falu Kristine kyrka                           | Västerås | 3        | Självständig | 30      | Nej/Nej             | Orgeln påbörjades 1650 av Göran Spett, Sala. Den fullbordades av Frans Bohl 1657. En genomgripande reparation 1697 utfördes av Johan Herman Cahman. En ny orgel byggdes 1724 av Johan Niclas Cahman, Stockholm.                                                                       |
| 1659–1662  | Jacobs kyrka                                  | Uppsala  | 3        | Självständig | 43      | Nej/Nej             | En ny orgel byggdes 1746 av Olof Hedlund, Stockholm. |
| 1662       | Ulriksdals slottskapell                       | Uppsala  |          |              |         |                     | |
| 1662       | Skeppsholmskyrkan                             | Uppsala  |          |              |         | Nej/Nej             | En ny orgel levererades till kyrkan 1702 av orgelbyggaren Carnaus änka. |
| 1665       | Stora Kopparbergs kyrka                       | Västerås |          |              |         |                     | Reparation |
| 1668       | Västerfärnebo kyrka                           | Västerås |          |              | 9       | Nej/Nej             | Orgeln var placerades på en läktare i koret. Orgeln togs ner 1767 och sattes inte upp igen. |
| 1669–1672  | Mariestads kyrka                              | Skara    |          |              | 24      | Nej/Nej             | Byggdes tillsammans med Jonas Rudberus, Lidköping. Orgeln förstördes i en brand 1693. |
| 1664–1677  | Uppsala domkyrka                              | Uppsala  | 3        | Självständig | 41      |                     | Kontrakt om en ny orgel i kyrkans västra del skrevs 1664 med Bohl. Han avled innan verket fullbordades. Orgeln revs och ny byggdes 1692–1698 av Hans Henrich Cahman. Den förstördes i en brand 1702.                                                                                  |
| -1671      | Heliga Trefaldighets kyrka, Gävle             | Uppsala  |          |              |         |                     | avsynad i juni 1671 av Hindrich Krumbein, Falun |